# Apostolepis ambiniger
Espèce
Synonymes
- Rhynchonyx ambiniger Peters, 1869
- Rhynchonyx ambinigra (Peters, 1869)
- Apostolepis ambinigra (Peters, 1869)

Apostolepis ambiniger est une espèce de serpents de la famille des Dipsadidae.

## Répartition
Cette espèce se rencontre dans l'Ouest du Brésil, au Paraguay et en Bolivie.

## Publication originale
- Peters, 1869 : Über neue Gattungen und neue oder weniger bekannte Arten von Amphibien (Eremias, Dicrodon, Euprepes, Lygosoma, Typhlops, Eryx, Rhynchonyx, Elapomorphus, Achalinus, Coronella, Dromicus, Xenopholis, Anoplodipsas, Spilotes, Tropidonotus). Monatsberichte der Königlich Preussischen Akademie der Wissenschaften zu Berlin, vol. 1869, p. 432-447 (texte intégral).